# الیور اسکارلز
الیور جیمز اسکارلز (زادهٔ ۱۲ دسامبر ۲۰۰۵) بازیکن فوتبال اهل انگلستان است که برای باشگاه فوتبال وستهام یونایتد در پست هافبک بازی می‌کند.